# Bernardo (football, 1995)
Pour les articles homonymes, voir Bernardo.
Bernardo, de son nom complet Bernardo Fernandes da Silva Junior, né le 14 mai 1995 à São Paulo, est un joueur de football brésilien qui évolue au poste de défenseur central ou d'arrière gauche au VfL Bochum. Il est le fils du footballeur Bernardo.

## Carrière en club
Le 1er janvier 2016, Bernardo a rejoint Red Bull Salzburg en provenance de Red Bull Brasil. Le 28 août 2016, Bernardo a rejoint RB Leipzig pour un montant de 3,4 millions de livres sterling.
Le 5 juillet 2018, Bernardo a rejoint Brighton & Hove Albion en provenance de Leipzig pour 9 millions de livres sterling,. 
Le 19 janvier 2021, Bernardo est retourné au Red Bull Salzburg en prêt jusqu'à la fin de la saison. Le 2 juillet 2021, Bernardo a signé définitivement avec Salzbourg après un prêt réussi lors de la seconde moitié de la saison précédente,,. Le 2 août 2023, Bernardo a signé un contrat de deux ans avec VfL Bochum en Bundesliga,.

## Statistiques
| Saison                | Club                   | Championnat           | Championnat | Championnat | Coupe nationale | Coupe nationale | Coupe de la Ligue | Coupe de la Ligue | Supercoupe | Supercoupe | Compétition(s) continentale(s) | Compétition(s) continentale(s) | Compétition(s) continentale(s) | Total | Total |
| Saison                | Club                   | Division              | M.          | B.          | M.              | B.              | M.                | B.                | M.         | B.         | Comp.                          | M.                             | B.                             | M.    | B.    |
| 2015-2016             | Red Bull Salzbourg     | Bundesliga            | 13          | 0           | 3               | 0               | -                 | -                 | -          | -          | -                              | -                              | -                              | 16    | 0     |
| 2016-2017             | Red Bull Salzbourg     | Bundesliga            | 3           | 1           | 1               | 1               | -                 | -                 | -          | -          | C1                             | 6                              | 1                              | 10    | 3     |
| Sous-total            | Sous-total             | Sous-total            | 16          | 1           | 4               | 1               | -                 | -                 | -          | -          | -                              | 6                              | 1                              | 26    | 3     |
| 2016-2017             | RB Leipzig             | Bundesliga            | 22          | 0           | -               | -               | -                 | -                 | -          | -          | -                              | -                              | -                              | 22    | 0     |
| 2017-2018             | RB Leipzig             | Bundesliga            | 14          | 1           | 1               | 0               | -                 | -                 | -          | -          | C1+C3                          | 3+5                            | 0                              | 23    | 1     |
| Sous-total            | Sous-total             | Sous-total            | 36          | 1           | 1               | 0               | -                 | -                 | -          | -          | -                              | 8                              | 0                              | 45    | 1     |
| 2018-2019             | Brighton & Hove Albion | Premier League        | 22          | 0           | 4               | 0               | 1                 | 0                 | -          | -          | -                              | -                              | -                              | 27    | 0     |
| 2019-2020             | Brighton & Hove Albion | Premier League        | 1           | 0           | -               | -               | -                 | -                 | -          | -          | -                              | -                              | -                              | 1     | 0     |
| Sous-total            | Sous-total             | Sous-total            | 23          | 0           | 4               | 0               | 1                 | 0                 | -          | -          | -                              | -                              | -                              | 28    | 0     |
| Total sur la carrière | Total sur la carrière  | Total sur la carrière | 79          | 2           | 9               | 1               | 1                 | 0                 | -          | -          | -                              | 14                             | 1                              | 103   | 4     |

## Palmarès
- Champion d'Autriche en 2016 et 2017 avec le Red Bull Salzbourg
- Vainqueur de la Coupe d'Autriche en 2016 avec le Red Bull Salzbourg